# Пшеславице (Мехувский повет)
Пшеслави́це (пол. Przesławice) — село в Польше в сельской гмине Мехув Мехувского повята Малопольского воеводства.
Село располагается в 6 км от административного центра повята города Мехув и в 29 км от административного центра воеводства города Краков.
Население 340 человек (2006 год).
В 1975—1998 годах входило в состав Келецкого воеводства, административным центром которого являлся город Кельце (село находилось на территориях находящихся рядом с территориями административно подчинённых Кракову). С 1999 входит в Малопольское воеводство (столица Краков).

## Достопримечательности

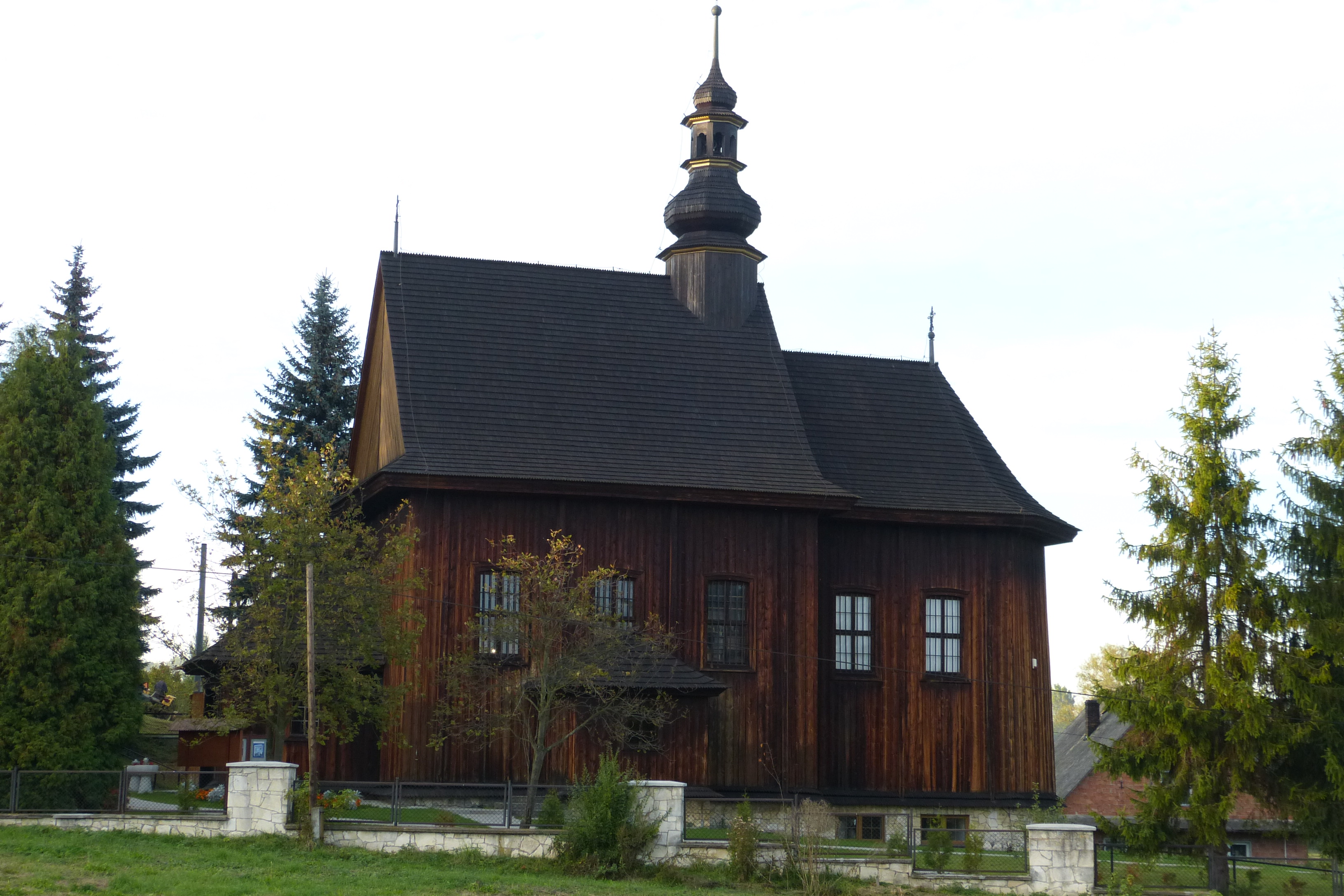
Церковь Пресвятой Девы Марии Матери Церкви, Пшеславице

- Церковь Пресвятой Девы Марии Матери Церкви, построенная в XVIII веке. Памятник культуры Малопольского воеводства.